# Johann Ernst Galliard
Johann Ernst Galliard, auch John Ernest Galliard (* 1687 in Celle; † 1749 in London) war ein deutscher Oboist, Organist und Komponist.

## Leben
Johann Ernst Galliard wurde als Oboist ausgebildet und war ab 1698 Mitglied der Hofkapelle in Celle. Außerdem studierte er Komposition bei Jean Baptiste Farinelli und Agostino Steffani in Hannover. Seine Werke stehen in der Nachfolge Händels und weisen ihn als geschickten Kontrapunktiker aus. Charles Burney sagte von ihm, that I never saw more correctness or less originality in any author that I have examined, of the present century (in: A General History of Music IV, London 1789).
Mit 15 Jahren bekam er seinen ersten Auftrag zu einer Komposition für Steffani und Farinelli, den Musikdirektor des Fürstentums Hannover. Später trat er in die Kammermusik von Prinz Georg von Dänemark ein. Er ging nach dessen Heirat mit Königin Anne nach London. Dort wurde er im Jahre 1706 mit 19 Jahren Nachfolger des Sängers und Komponisten Antonio Draghi. Außerdem war er als Organist am Somerset House und darüber hinaus zeitweise als Komponist für das Londoner Theater tätig (1712 und 1736). 
Seine 1712 komponierte Oper Calypso and Telemachus blieb weitgehend erfolglos.
1726 gründete er mit anderen die Academy of Ancient Music, die sich die Pflege sowohl von Vokal- als auch von Instrumentalmusik zum Ziel gesetzt hatte.
1713 trat er Händels italienischer Oper als Oboist bei, und es ist wahrscheinlich, dass Händel für ihn die schweren Oboenpassagen in der Arie der Agilea M’adora l’idol mio aus Teseo schrieb.
1742 übersetzte er außerdem Pier Francesco Tosis Opinioni de’ Cantori Antichi, e Moderni o sieno Osservazioni sopra il Canto Figurato, eine wichtige zeitgenössische Abhandlung über die Gesangskunst, aus dem Italienischen ins Englische.
Händel soll er bei dessen erstem Besuch in London behilflich gewesen sein.

## Werke
Unter seinen frühen Kompositionen findet man ein Te Deum, ein Jubilate sowie drei Anthems, die an der Chapel Royal und an der St. Paul’s Cathedral anlässlich militärischer Siegesfeiern aufgeführt wurden.
1718 komponierte er die Oper Pan and Syrinx (mythological one-act opera, laut Jed Wentz).
Außerdem komponierte er Kantaten und Lieder.
1745 komponierte Galliard ein Piece für 24 Fagotte und 4 Kontrabässe für ein Konzert im „Lincoln’s-Inn-Fields Theatre“, in dem er als Chorusse die beiden Tragödien „Brutus“ und „Julius Caesar“ benutzte.

### Gedruckte Werke

#### Instrumentalmusik
- Op. 1: 6 Sonatas for a Flute & a through Bass (London, 1711)
  - Nachdruck in 12 Sonates à une Flute & une Basse continue (bei Jeanne Roger, Amsterdam), neben 6 Sonates von Ignazio Sieber
- 6 Sonatas for the Bassoon or Violoncello with a thorough Bass for the Harpsichord (bei John Walsh, London, 1733)

#### Vokalmusik
- Calypso and Telemachus (London, 1712)
- The Hymn of Adam and Eve, out of the fifth Book of Milton’s Paradise Lost (1728)
- The early Horn (London, 1739)
- Oft on the troubled Ocean (London, 1739)